# Ctenocella aurantia
Ctenocella aurantia är en korallart som först beskrevs av Gray 1869.  Ctenocella aurantia ingår i släktet Ctenocella och familjen Ellisellidae. Inga underarter finns listade i Catalogue of Life.